# Endresz Alice
Keresztesné Endresz Alice, Endresz Erzsébet Terézia Mária (Káptalantóti, 1899. július 13. – 1947/1953?) magyar festőművész.

## Életútja
Endresz Ferenc (1846–1919) vasúti főfelügyelő és Lőke Ida (1863–1919) leánya. 1916–1923 között Deák-Ébner Lajosnál és Vaszary Jánosnál tanult a budapesti Képzőművészeti Főiskolán. 1924. április 22-én Budapesten házasságot kötött Keresztes Gyula (Kecskemét, 1895. április 1. – Budapest, 1944. március 31.) elmeorvossal. 1931-ben részt vett a Magyar Képzőművésznők Egyesülete Új Csoportjának megalapításában, majd tagja lett az ebből kialakuló Új Nyolcaknak. A magukat piktorináknak nevező festőnők csoportja 1931. október 31-én mutatkozott be a hazai közönségnek. A kritikák szerint az art déco mellett olyan korábbi irányzatok hatása is kimutatható volt munkáikban, mint a Die Brücke expresszionizmusa vagy a primitivizmus, melyek Magyarországon korábban nem voltak jelen.
Endresz Alice művészetére jellemző a zsánerképszerű, kissé groteszk, de többnyire derűs, lendületes kompozíció. Szívesen dolgozott a Balaton mellett.
1999-ben Magyar Nemzeti Galéria rendezett kiállítást a kor női festőinek munkásságáról, amelyen az ő néhány műve is szerepelt.